# So Human
So Human – electro-hopowa kompozycja autorstwa Louise Harman i Gabriela Olegavicha zrealizowana na drugi studyjny album angielskiej raperki Lady Sovereign zatytułowany Jigsaw; jednocześnie drugi (po „I Got You Dancing”) singel promujący ową płytę. Utwór sampluje singel grupy The Cure „Close to Me”.

## Recenzje
Brytyjski portal internetowy Digital Spy przyznał utworowi „So Human” wysoką ocenę w postaci , a także uzasadnił swój werdykt korzystną dla jego autorów recenzją. Z identyczną oceną kompozycja spotkała się ze strony witryny Orange UK, której recenzent powitał Lady Sovereign z powrotem na scenie muzycznej, w trzy lata po premierze jej debiutanckiego albumu.

## Teledysk
Teledysk rozpoczyna ujęcie Lady Sovereign na tle biało-żółtej ściany. Artystka pojawia się wkrótce na czerwonym dywanie, gdzie uśmiechnięta dziennikarka przeprowadza z nią wywiad. Przed Lady Sovereign staje modelka, zainteresowana fotografami, którzy gromadzą się wokół raperki. Wokalistka podstawia jej nogę, następnie odbiera aparat jednemu z paparazzich i rzuca nim w niego. Następne ujęcie ukazuje Lady Sovereign na okładkach czasopism Crazed i Any Other Magazine, kolejna scena zaś − w gabinecie psychiatrycznym. Psychiatra bacznie notuje każde słowo, które wypowiada jej pacjentka, ostatecznie jednak sama się przed nią uzewnętrznia, płacze i przytula zakłopotaną dziewczynę. Powtórzone zostają dwa ujęcia Lady Sovereign na okładkach magazynów − tym razem są to Vague i Spender. W finalnej scenie wokalistka zaprasza przyjaciół na imprezę organizowaną w galerii sztuki.

## Listy utworów i formaty singla
Brytyjskie wyd. singla #1
1. „So Human (Clean Edit)”
2. „So Human (Dirty Album Version)”

Brytyjskie wyd. singla #2
1. „So Human (Album Version)”
2. „I Got You Dancing (Semothy Jones Remix)”

## Pozycje na listach przebojów
| Notowanie (2009)              | Najwyższa pozycja |
| ----------------------------- | ----------------- |
| Australian ARIA Singles Chart | 36                |
| UK Singles Chart              | 38                |
| Notowanie (2010)              | Najwyższa pozycja |
| UK R&B Chart                  | 36                |